# Stazione di Joppolo
La stazione di Joppolo è una stazione ferroviaria posta sulla tratta storica costiera della ferrovia Tirrenica Meridionale, serve l'omonimo centro abitato.

## Storia
La stazione fu aperta nel gennaio del 1893 in seguito all'attivazione della tratta Nicotera–Ricadi della ferrovia Tirrenica Meridionale.
Dal 1972, con l'apertura della variante diretta Eccellente–Rosarno, l'importanza della stazione di Joppolo è diminuita in quanto la linea storica costiera è utilizzata quasi esclusivamente dal traffico regionale.

## Caratteristiche
Ha un solo binario attivo per la circolazione, con servizio prevalentemente passeggeri, mentre il secondo è stato completamente rimosso. Fermano in stazione tutti i treni regionali della linea via Tropea. La stazione è impresenziata ed esercita in telecomando. Trenitalia la classifica nella categoria bronze.